# VI народно събрание
Шестото народно събрание е шестият поред парламент на Народна република България. Ако се спази номерацията на предходните парламенти, то е XXXII поред Обикновено народно събрание. Открито е на 27 юни 1971 г. и закрито на 29 май 1976 г.

## Избори
На изборите за парламент за ОФ гласуват 6 159 942 избирателя или общо 99,90 % от всички избиратели. Избрани са общо 400 народни представители, от които 325 мъже и 75 жени. От всички депутати 268 души са от БКП, 100 от БЗНС, 19 от ДКМС и 13 са безпартийни.

## Място
Заседанието се провежда в сградата на Народното събрание.

## Сесии
- I редовна 7 – 8 юли 1971
- II редовна 14 – 16 декември 1971
- III редовна 26 – 27 април 1972
- IV редовна 21 – 23 ноември 1972
- V редовна 18 – 19 декември 1972
- VI редовна 27 – 29 март 1973
- VII редовна 27 – 29 юни 1973
- VIII редовна 30 – 31 октомври 1973
- IX редовна 2 – 3 март 1974
- X редовна 23 – 24 април 1974
- XI редовна 2 – 3 юли 1974
- XII редовна 29 – 31 октомври 1974
- XIII редовна 25 – 26 март 1975
- XIV редовна 1 – 2 юли 1975
- XV редовна 3 – 5 декември 1975
- XVI редовна 9 март 1976

## Председател на бюрото на Народното събрание
- Георги Трайков
- Владимир Бонев

### Подпредседатели на бюрото на Народното събрание
- Николай Иванов
- Милко Тарабанов
- Георги Кулишев
- Смирна Коритарова